# Ja nemam drugi dom
Ja nemam drugi dom jedanaesti je album Lepe Brene te prvi u solo karijeri. Izdala ga je izdavačka kuća ZaM u prosincu 1993. godine.

## Pozadina
Lepa Brena 1993. godine vraća se na glazbenu scenu, no ovaj put samostalno, izdavanjem novoga albuma. 
Početkom suradnje s izdavačkom kućom ZaM, početkom solo karijere te prekidanjem suradnje sa Slatkim grehom, Brena pokreće novo poglavlje u karijeri.
Dana 13. lipnja iduće godine, Brena ima veliki tzv. »koncert na kiši« na beogradskom stadionu Tašmajdanu. Sletjela je helikopterom, a pjevala je pred 35 000 ljudi.[nedostaje izvor]

## Popis pjesama
| Br. | Skladba                     | Trajanje |
| --- | --------------------------- | -------- |
| 1.  | »Ja nemam drugi dom«        | 3:18     |
| 2.  | »Dva dana«                  | 3:24     |
| 3.  | »Nema leka apoteka«         | 3:05     |
| 4.  | »2, 3, 303 noći ja i ti«    | 3:17     |
| 5.  | »Moj se dragi Englez pravi« | 3:28     |
| 6.  | »I da odem iza leđa Bogu«   | 3:11     |
| 7.  | »Ma gde baš ti«             | 3:53     |
| 8.  | »Ti ne znaš«                | 2:42     |
| 9.  | »Bol za bol«                | 3:44     |
| 10. | »Vatra se diže«             | 3:17     |

## Izdanja
| Regija         | Datum          | Format(i)  | Izdavač | Ref.  |
| -------------- | -------------- | ---------- | ------- | ----- |
| SR Jugoslavija | Prosinac 1993. | Kaseta, CD | ZAM     | [ 1 ] |